# Rain Must Fall
Rain Must Fall es las séptima canción encontrada en el disco The Miracle realizado en 1989 por la banda de rock inglesa Queen.
La canción es una colaboración entre John Deacon y Freddie Mercury, Deacon hizo la música, mientras que Freddie puso las letras (así lo confirmaron David Richards y Brian May en su página web). 
Roger Taylor grabó con un sonido muy parecido al de la música latinoamericana, pero fue realizada la grabación de esa manera de modo que se pudiera tener más espacio para las guitarras y las voces.
- Datos: Q9065998